# الكونشرتو جروسو

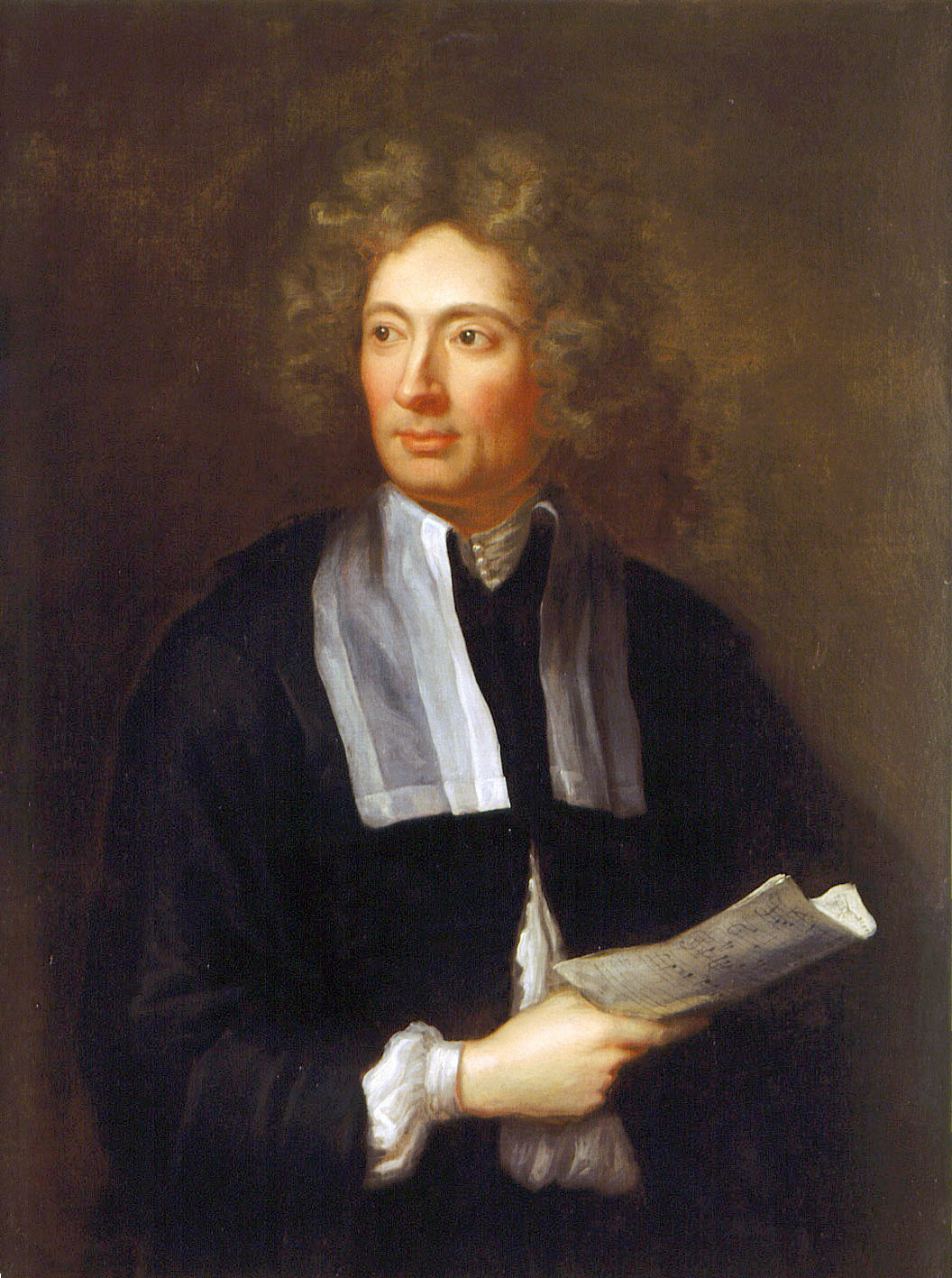
أركنجلو كوريلي

الكونشرتو الجروسو بالإيطالية concerto grosso هو صنف من التأليف الموسيقي ويعني مجموعة صغيرة من عازفي الصولو تعزف معا كوحدة واحدة مقابل الأوركسترا الكامل. ويتكون من مجموعتين تعزفان مقابل بعض، المجموعة الأكبر تشكل الأوركسترا الرئيسي الذي يعرف بالكونشتو جروسو (أي الكونسير الكبير)، ومجموعة أصغر تتكون من عازف صولو أو اثنين أو ثلاثة أو أربعة تعرف بالكونسيرتينو Concertino (أي الكونسير الصغير). حين يعزف الاثنين معا، تكوّن المجموعتان الأوركسترا الكامل، الذي يعرف باسم tutti (أي الكل). والتعارض بين المجموعة الكاملة وعازفي الصولو يكون مرغوبا، مثلما قال أحد المعاصرين، «حتى تتمكن الأذن من الانبهار بالتبادل بين العالي والمنخفض.. مثلما تنبهر العين بالتبادل بين الضوء والظل».
وكما كتبه فيفالدي وباخ، الكونشرتو الصولو والكونشرتو جروسو عادة يتكون من ثلاث حركات: سريع-بطئ-سريع. الحركة الأولى السريعة تكتب في شكل Ritornello (ريتورنيللو)، وهو شكل شاع بسبب فيفالدي. (تعني الكلمة «العودة» أو «التكرار» بصيغة الريتورنيللو)، كل أو جزء من اللحن الأساسي - يعود مرارا وتكرارا، يعزفه الأوركسترا الكامل. بين هذه اعتاد الأوركسترا، عازفو الصولو يدمجون أجزاء وامتدادات للحن الريتونيللو، عادة يعزف بشكل ماهر. معظم إثارة كونشرتو الباروك تنبع من اشد بين الكل يعيد تأكيد الريتورنيللو وخيال عازف الصولو.
صعدت شهرة الكونشرتو جروسو نحو 1730 ثم انتهت نحو وفاة باخ 1750. لكن الكونشرتو الصولو استمر يتطور أثناء العصر الكلاسيكي والعصر الرومانسي، حيث أصبح استعراضي بتزايد حيث يمكن لعازف الصولو واحد أن يستعرض مهارته الفنية للعزف على آلة واحدة.

## الهوامش
1. ↑  The Essential Listening to Music, Craig Wright

## كتب للقرائة
- Bennett, R. (1995). Investigating Musical Styles. Cambridge: Cambridge University Press.